# Théorème de Thévenin
Le théorème de Thévenin aurait peut-être été démontré par le scientifique allemand Hermann von Helmholtz en 1853 [réf. nécessaire], puis en 1883 par l'ingénieur en télégraphie français Léon Charles Thévenin. Ce théorème  se déduit principalement des propriétés de linéarité et du principe de superposition qui en découle. Il s'utilise pour convertir une partie d'un réseau complexe en un dipôle plus simple.

## Énoncé
Un réseau électrique linéaire vu de deux points est équivalent à un générateur de tension parfait dont la force électromotrice est égale à la différence de potentiels à vide entre ces deux points, en série avec une résistance égale à celle que l'on mesure entre les deux points lorsque les générateurs indépendants sont rendus passifs.

## Détermination du modèle de Thévenin
Soit un circuit composé de plusieurs sources et de plusieurs résistances possédant deux bornes A et B entre lesquelles est raccordée une charge :
- La tension de Thévenin {\displaystyle U_{Th}\!} est la tension calculée ou mesurée, entre les bornes A et B lorsque la charge est déconnectée (tension à vide).
- La résistance de Thévenin {\displaystyle R_{Th}\!} est la résistance calculée, ou mesurée, entre les bornes A et B lorsque la charge est déconnectée et que les sources sont éteintes : les sources de tension indépendantes sont remplacées par un court-circuit et les sources de courant indépendantes par un circuit ouvert.

Lorsque la tension de Thévenin est connue, il existe trois autres méthodes pratiques pour mesurer la résistance de Thévenin.
- La première consiste à remplacer la charge par une résistance dont la valeur est connue et à prendre la tension aux bornes de cette résistance. {\displaystyle R_{Th}\!} se résout facilement car elle devient alors la seule inconnue de l'équation découlant du théorème du diviseur de tension.
- La deuxième méthode, proche de la première, est celle dite de la demi-tension : on utilise une résistance variable au lieu d'une résistance fixe et on fait  varier la valeur de la résistance jusqu'à avoir {\displaystyle {\frac {U_{Th}}{2}}}, les deux résistances sont alors égales.
- La dernière méthode fait appel au courant de Norton. Si celui-ci est connu, on utilise la formule suivante:{\displaystyle R_{Th}=U_{Th}/I_{N}\!} où {\displaystyle I_{N}\!} est le courant calculé ou mesuré, entre les bornes A et B lorsqu'elles sont court-circuitées.

Le théorème de Thévenin s'applique aussi aux réseaux alimentés par des sources alternatives. L'ensemble des résultats est applicable en considérant la notion d'impédance en lieu et place de celle de résistance.

## Exemple
- En (a) : Circuit original.

Illustration du théorème de Thévenin.

- En (b) : Calcul de la tension aux bornes de AB, on utilise le diviseur de tension.

{\displaystyle U_{\mathrm {AB} }={R_{2}+R_{3} \over (R_{2}+R_{3})+R_{4}}\cdot V_{\mathrm {1} }={1\,\mathrm {k} \Omega +1\,\mathrm {k} \Omega  \over (1\ \mathrm {k} \Omega +1\ \mathrm {k} \Omega )+2\ \mathrm {k} \Omega }\times 15\ \mathrm {V} ={1 \over 2}\times 15\ \mathrm {V} =7{,}5\ \mathrm {V} }
(Notez que R1 n'est pas prise en considération, car les calculs ci-dessus sont faits en circuit ouvert entre A et B, par suite, il n'y a pas de courant qui passe à travers R1 et donc aucune chute de tension n'y apparait)
- En (c) : Calcul de la résistance équivalente aux bornes AB en court-circuitant V1 (A || B signifie une association de résistances parallèles).

{\displaystyle R_{\mathrm {AB} }=R_{1}+\left(\left(R_{2}+R_{3}\right)\|R_{4}\right)=1\ \mathrm {k} \Omega +\left(\left(1\ \mathrm {k} \Omega +1\ \mathrm {k} \Omega \right)\|2\ \mathrm {k} \Omega \right)}
{\displaystyle =1\ \mathrm {k} \Omega +\left({1 \over (1\ \mathrm {k} \Omega +1\ \mathrm {k} \Omega )}+{1 \over (2\ \mathrm {k} \Omega )}\right)^{-1}=2\ \mathrm {k} \Omega }
- En (d) : Circuit équivalent de Thévenin. Celui-ci nous permet de trouver aisément le courant dans un dipôle quelconque relié entre les bornes A et B sans que l'on ait à résoudre le circuit au complet.

## Conversion entre un circuit de Thévenin et de Norton

Circuit de Thévenin (à gauche) et circuit de Norton (à droite).

On passe directement d'un circuit de Thévenin à un circuit de Norton et inversement, à l'aide des formules suivantes : 
- De Thévenin à Norton ;

{\displaystyle R_{N}=R_{Th},\quad I_{N}=U_{Th}/R_{Th}\!}
- De Norton à Thévenin ;

{\displaystyle R_{Th}=R_{N},\quad U_{Th}=I_{N}R_{N}\!}